# Bill Hagerty
William Francis Hagerty IV (ur. 14 sierpnia 1959 w Gallatin – amerykański polityk, dyplomata i biznesmen, członek Partii Republikańskiej. Od 3 stycznia 2021 sprawuje urząd senatora Stanów Zjednoczonych z Tennessee.
Hagerty rozpoczął karierę pracując w Boston Consulting Group. Później prowadził działalność w branży private equity. W latach 2011–2014 był członkiem gabinetu gubernatora Tennessee Billa Haslama.
W 2016 w republikańskich prawyborach przed wyborami prezydenckimi Hagerty początkowo popierał Jeba Busha. Po szybkiej porażce tego kandydata Hagerty poparł Donalda Trumpa i pełnił funkcję szefa kampanii Trumpa w Tennessee.
Po wyborczym zwycięstwie Trumpa Hagerty był przymierzany do nowego gabinetu. W marcu 2017 został mianowany na urząd Ambasadora Stanów Zjednoczonych w Japonii. Urząd ten objął po zatwierdzeniu przez Senat, które nastąpiło w lipcu 2017 i pełnił aż do rezygnacji w lipcu 2019.
Tuż przed rezygnacją Hagerty ogłosił chęć startu w wyborach do Senatu USA na miejsce ustępującego senatora Lamara Alexandra. Został szybko poparty przez Trumpa, który cieszył się dużą popularnością w konserwatywnym i republikańskim Tennessee. Wobec tego faktu Hagerty triumfował zarówno w republikańskich prawyborach, jak i w wyborach ogólnych w listopadzie 2020. Pokonał wówczas kandydatkę demokratów Marquitę Bradshaw 62%-35%.
Hagerty objął urząd senatora 3 stycznia 2021 roku. Jego kadencja kończy się w 2027.
Hagerty wychował się w hrabstwie Sumner. Obecnie mieszka w hrabstwie Davidson. Jest żonaty, ma czworo dzieci.

## Odznaczenia
- Wielka Wstęga Orderu Wschodzącego Słońca (Japonia, 2025)[1]